# Parbhani
Parbhani là một thành phố và là nơi đặt hội đồng đô thị (municipal council) của quận Parbhani thuộc bang Maharashtra, Ấn Độ.

## Địa lý
Parbhani có vị trí 19°16′B 76°47′Đ / 19,27°B 76,78°Đ Nó có độ cao trung bình là 407 mét (1335 feet).

### Khí hậu
| Dữ liệu khí hậu của Parbhani (1961–1990)                                | Dữ liệu khí hậu của Parbhani (1961–1990) | Dữ liệu khí hậu của Parbhani (1961–1990) | Dữ liệu khí hậu của Parbhani (1961–1990) | Dữ liệu khí hậu của Parbhani (1961–1990) | Dữ liệu khí hậu của Parbhani (1961–1990) | Dữ liệu khí hậu của Parbhani (1961–1990) | Dữ liệu khí hậu của Parbhani (1961–1990) | Dữ liệu khí hậu của Parbhani (1961–1990) | Dữ liệu khí hậu của Parbhani (1961–1990) | Dữ liệu khí hậu của Parbhani (1961–1990) | Dữ liệu khí hậu của Parbhani (1961–1990) | Dữ liệu khí hậu của Parbhani (1961–1990) | Dữ liệu khí hậu của Parbhani (1961–1990) |
| Tháng                                                                   | 1                                        | 2                                        | 3                                        | 4                                        | 5                                        | 6                                        | 7                                        | 8                                        | 9                                        | 10                                       | 11                                       | 12                                       | Năm                                      |
| ----------------------------------------------------------------------- | ---------------------------------------- | ---------------------------------------- | ---------------------------------------- | ---------------------------------------- | ---------------------------------------- | ---------------------------------------- | ---------------------------------------- | ---------------------------------------- | ---------------------------------------- | ---------------------------------------- | ---------------------------------------- | ---------------------------------------- | ---------------------------------------- |
| Cao kỉ lục °C (°F)                                                      | 38.0 (100.4)                             | 39.8 (103.6)                             | 42.2 (108.0)                             | 45.0 (113.0)                             | 46.6 (115.9)                             | 45.9 (114.6)                             | 39.1 (102.4)                             | 36.7 (98.1)                              | 37.9 (100.2)                             | 37.7 (99.9)                              | 36.5 (97.7)                              | 36.0 (96.8)                              | 46.6 (115.9)                             |
| Trung bình ngày tối đa °C (°F)                                          | 30.0 (86.0)                              | 33.2 (91.8)                              | 37.1 (98.8)                              | 40.4 (104.7)                             | 41.6 (106.9)                             | 36.3 (97.3)                              | 31.9 (89.4)                              | 30.6 (87.1)                              | 31.7 (89.1)                              | 32.6 (90.7)                              | 30.7 (87.3)                              | 29.1 (84.4)                              | 33.8 (92.8)                              |
| Tối thiểu trung bình ngày °C (°F)                                       | 14.4 (57.9)                              | 16.7 (62.1)                              | 20.5 (68.9)                              | 24.3 (75.7)                              | 26.3 (79.3)                              | 24.4 (75.9)                              | 23.2 (73.8)                              | 22.5 (72.5)                              | 22.3 (72.1)                              | 20.2 (68.4)                              | 16.5 (61.7)                              | 14.0 (57.2)                              | 20.1 (68.2)                              |
| Thấp kỉ lục °C (°F)                                                     | 4.4 (39.9)                               | 6.1 (43.0)                               | 11.6 (52.9)                              | 16.6 (61.9)                              | 18.8 (65.8)                              | 18.7 (65.7)                              | 19.0 (66.2)                              | 19.4 (66.9)                              | 15.2 (59.4)                              | 10.0 (50.0)                              | 8.3 (46.9)                               | 4.8 (40.6)                               | 4.4 (39.9)                               |
| Lượng Giáng thủy trung bình mm (inches)                                 | 5.7 (0.22)                               | 4.6 (0.18)                               | 12.5 (0.49)                              | 7.0 (0.28)                               | 19.2 (0.76)                              | 157.8 (6.21)                             | 238.4 (9.39)                             | 265.4 (10.45)                            | 184.9 (7.28)                             | 74.6 (2.94)                              | 13.8 (0.54)                              | 12.5 (0.49)                              | 996.4 (39.23)                            |
| Số ngày mưa trung bình                                                  | 0.4                                      | 0.4                                      | 0.8                                      | 0.8                                      | 1.8                                      | 8.8                                      | 10.8                                     | 11.2                                     | 8.9                                      | 3.2                                      | 0.8                                      | 0.7                                      | 48.6                                     |
| Nguồn: India Meteorological Department (record high and low up to 2010) |                                          |                                          |                                          |                                          |                                          |                                          |                                          |                                          |                                          |                                          |                                          |                                          |                                          |

## Nhân khẩu
Theo điều tra dân số năm 2001 của Ấn Độ, Parbhani có dân số 259.170 người. Phái nam chiếm 52% tổng số dân và phái nữ chiếm 48%. Parbhani có tỷ lệ 67% biết đọc biết viết, cao hơn tỷ lệ trung bình toàn quốc là 59,5%: tỷ lệ cho phái nam là 74%, và tỷ lệ cho phái nữ là 59%. Tại Parbhani, 15% dân số nhỏ hơn 6 tuổi.